# فریتس کلاین

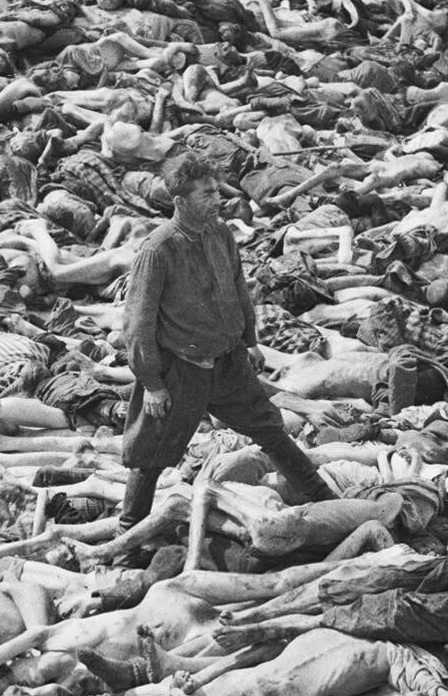
کلاین در میان انبوه جسدها. پس از آزادسازی برگن-بلزن توسط نیروهای بریتانیایی، آن‌ها نیروهای آلمانی درون اردوگاه را ناچار به به‌خاکسپاری جسد زندانیان کردند.

فریتس کلاین پزشک نازی و جنایتکار جنگی آلمانی بود که به دلیل نقشش در جنایات در اردوگاه کار اجباری برگن-بلزن در طول هولوکاست به دار آویخته شد.

## نقش در آشویتس
کلاین در ۱۵ دسامبر ۱۹۴۳ به اردوگاه کار اجباری آشویتس فرستاده شد، و در آغاز در اردوگاه زنان در برکناو به عنوان پزشک اردو خدمت کرد. سپس، او به عنوان پزشک در اردوگاه کولی‌ها کار کرد. او همچنین در چندین گزینش (به آلمانی: Selektionen؛ مرحله‌ای از انتقال زندانیان بلافاصله پس از بیرون آمدن از قطارهای هولوکاست که در آن زندانیان یا برای کار اجباری گزیده می‌شدند یا برای فرستاده شدن به اتاق‌های گاز) در سطح شیب‌دار شرکت داشت. در دسامبر ۱۹۴۴ او به اردوگاه کار اجباری نوینگامه منتقل شد، و از آنجا در ژانویه ۱۹۴۵ به اردوگاه کار اجباری برگن-بلزن فرستاده شد. او در کنار فرمانده اردوگاه، یوزف کرامر، در آنجا ماند و در واگذاری آن به نیروهای انگلیسی کمک کرد. کلاین زندانی شد و سپس ناچار شد در به‌خاک‌سپاری همه جسدهای دفن‌نشده در گورهای دسته جمعی کمک کند. در عکسی نامدار در ۱۹۴۵، واحد فیلم و عکاسی ارتش انگلیس شماره ۵ از کلاین در یک گور دسته جمعی عکس گرفت (در سمت چپ دیده می‌شود).
هنگامی از وی پرسیده شد که چگونه کارهای خود را با تعهدات اخلاقی خود به عنوان یک پزشک تطبیق داده‌است، کلاین در جمله‌ای مشهور گفت:
سوگندنامه بقراط به من می گوید که یک آپاندیس قانقاریایی را از بدن انسان بیرون آورم. یهودیان آپاندیس قانقاریایی بشریت هستند. از این روی آن‌ها را بیرون آوردم.
کلاین و ۴۴ کارمند دیگر اردوگاه در دادگاه بلزن توسط دادگاه نظامی بریتانیا در لونبورگ دادگاهی شدند. دادگاهی از سپتامبر تا نوامبر ۱۹۴۵ به مدت چند هفته به طول انجامید. در طول دادگاهی آنیتا لاسکر شهادت داد که کلاین در گزینش برای اتاق گاز شرکت کرده‌است.
کلاین به اعدام محکوم شد و در ۱۳ دسامبر ۱۹۴۵ توسط آلبرت پیرپوینت در زندان هملین به دار آویخته شد.

## همچنین ببینید
- اردوگاه کار اجباری برگن-بلزن
- اردوگاه آشویتس